# Şaḩneh Sarā
Şaḩneh Sarā är en ort i Iran.   Den ligger i provinsen Gilan, i den norra delen av landet, 190 km nordväst om huvudstaden Teheran. Antalet invånare är 281.
Terrängen runt Şaḩneh Sarā är huvudsakligen platt, men åt sydväst är den kuperad. Runt Şaḩneh Sarā är det ganska tätbefolkat, med 134 invånare per kvadratkilometer. Närmaste större samhälle är Rūdsar, 3,1 km öster om Şaḩneh Sarā. Trakten runt Şaḩneh Sarā består till största delen av jordbruksmark.